# Pedro Mártir Coma
Pedro Mártir Coma fue un religioso de español del siglo XVI, que falleció el 5 de marzo de 1578 o 1580.

## Biografía
Pedro nació en Solsona y se sabe que tomó el hábito de la Orden de los Predicadores en Barcelona y que fue provincial de la misma.
Fue también lector de la catedral de Zaragoza y asistió al Concilio Tridentino como teólogo del obispo de Gerona y dejó escritas varias obras religiosas.
Estas son las noticias que nos da el obispo de Astorga en su obra titulada de la siguiente manera: Memorias para ayudar a formar un diccionario crítico de los autores catalanes.
«El Maestro Fray Juan de Ludeña, fue al Concilio en nombre del Obispo de Sigüenza, predicó en él el primer domingo de Cuaresma, el año de 1563, tuvo una famosa disputa delante de todo el Concilio, de "Celibatu Clericorum". El Padre Fray Pedro Mártir Coma, obispo después de Elna, acompañó al Obispo de Gerona, y al de Tortosa, Fray Pedro de Zatores, ambos hombres eminentes».(cita extraída de la obra Vida de Fray Bartolome de los Mártires, Madrid: Imprenta Real, 1645, escrita por Luis Muñóz).

## Obras
- Catecismo de doctrina cristiana, Lérida, 1569.
- Directorium parochorum, Zaragoza, 1587; esta obra la tradujo él mismo a lengua vulgar, Valladolid, 1618, en 8.
- Tratado de doctrina cristiana
- Tratado de sacramentos